# しゃけみー
しゃけみー（1993年12月21日 - ）は、日本の歌い手、配信者。ニコニコ動画、YouTubeおよびツイキャスで活動する。

## 人物
歌い手兼配信者。以前はニコニコ動画でシャーペン静画などを投稿していた。歌い手4人組ユニット「CleeNoah」のメンバーとして音楽ライブ及び生配信を中心とした活動をしており、ユニットのワンマンイベントも開催しているが、個人としても、ワンマンライブ、YouTubeでの歌ってみた動画や企画物の動画投稿、ツイキャスでの配信など精力的に活動している。また、フジテレビ『ノンストップ』『めざましテレビ』 にてピックアップされたり、アフレコなどもこなす実力派として幅広く展開している。
YouTube、Xにて「高音厨音域テスト」を最大キー+8で歌唱しており（最高音C8。音程が違うので実質キー上げの替え歌)、かなり高い声が出せることが分かっている。2021年1月26日投稿の「高音厨音域テスト」のキー+5（最高音A8）の際のサムネイルなどには「裏声NG」「余裕でした」とあるが、概要欄にて「立ち眩みで一回ぶっ倒れかけた」「二度とやりません」などと記載していた。しかし、その後「徐々にキーが+2ずつ上がる」高音厨音域テストを歌唱（YouTubeにも投稿したが現在は削除されており、Xなどで視聴できる）。なお、高音厨音域テストに限らず、キーを「爆上げ」（基本的には+3から+5、感電のみ1オクターブ上げ。加えて裏声NG）して歌ってみた動画を投稿しているが、「本当は裏声では？」という声もある。
2020年1月より、スマホゲームアプリ「ブラックスター -Theater Starless-」にて柘榴の歌唱を担当している。
ちなみに、この世に生まれて三番目に覚えた言葉は「カンターーーッ！！」らしい。(2021年6月20日ツイキャス配信より)